# Château de la Motte (Lorrez-le-Bocage-Préaux)
Pour les articles homonymes, voir Château de la Motte.
Le château de la Motte est situé sur la commune de Lorrez-le-Bocage-Préaux, dans le département de Seine-et-Marne. 

## Historique
Au XIIe siècle, le roi Louis VII fait construire à Lorrez-le-Bocage un castelum dont subsistent quelques vestiges, qui était un fief du Roi de France.
Le château actuel n'est édifié qu'à la fin du XVe siècle par Aymard de Brisay, seigneur de La Motte et de Lorrez. 
Vendu sous la Révolution puis laissé à l'abandon, le domaine est racheté en 1839 par la comtesse Paul de Ségur, née Amélie Greffulhe, qui le fait restaurer dans son état actuel. C'est à cette époque que Sophie Rostopchine, d'origine russe, "Comtesse de Ségur" et écrivain célèbre, venait au château pour rendre visite à la famille de son époux, le comte Eugène de Ségur, un cousin du comte Paul de Ségur.
Quelques années plus tard, Juliette, la fille de la comtesse et du comte Paul de Ségur, épousa le comte Roger de La Rochefoucauld en 1853. Son arrière-petit-fils épousa, en 1947, la princesse Geneviève de Mérode qui devint ainsi la comtesse Hubert de La Rochefoucauld qui s'est éteinte le 24 décembre 2007 au château de Villeniard (maison de retraite), où elle avait passé une partie de son enfance. Son fils, le comte Bernard de La Rochefoucauld, est l'actuel propriétaire du château de la Motte.
Le monument fait l’objet d’une inscription au titre des monuments historiques depuis le 12 mai 1975.